# Палестина (Сан-Паулу)
Палестина (порт. Palestina)  —  муниципалитет в Бразилии, входит в штат Сан-Паулу. Составная часть мезорегиона Сан-Жозе-ду-Риу-Прету. Входит в экономико-статистический  микрорегион Сан-Жозе-ду-Риу-Прету. Население составляет 9166 человек на 2006 год. Занимает площадь 695,358 км². Плотность населения — 13,2 чел./км².

## История
Город основан 2 января 1926 года.

## Статистика
- Валовой внутренний продукт на 2003 составляет 127.193.917,00 реалов (данные: Бразильский институт географии и статистики).
- Валовой внутренний продукт на душу населения на 2003 составляет 13.922,28 реалов (данные: Бразильский институт географии и статистики).
- Индекс развития человеческого потенциала на 2000 составляет 0,764 (данные: Программа развития ООН).